# کوه تودج
کوه تودج نام یکی از کوه‌های استان فارس می‌باشد.

## جغرافیا
این کوه در جنوب غربی استهبان و شرق شهرستان فسا و مشرف به روستای گرده از استهبان و مشرف به آپاختر خاوری روستا های تنگ کرم ، کچویه ، علی آباد ، و روستای شهرستون واقع در آپاختر خاور شهرستان فسا قرار دارد و بیشینه ارتفاع آن ۳۱۵۰ متر از سطح دریا است.
امتداد آن شمال غربی به جنوب شرقی است و از کوه‌های جنوبی رشته کوه زاگرس به حساب می‌آید
جنس عمده سنگهای آن گچی یا آهکی است. این کوه با پوشش متراکم درختان ارس یا سرو کوهی که در گویش محلی به آن وهل می‌گویند ذخیره گاه مناسبی برای این گونهٔ ارزشمند بومی محسوب می‌شود.

## اقلیم
اقلیم تودج نیمه استپی بوده و در زمستان تا از برف پوشیده می‌شود
در گذشته چشمه‌ای در دشت مرکزی این کوه وجود داشته که به سبب تغییرات اقلیمی کمتر می‌جوشد.
این کوه گونه‌های جانوری از قبیل کل، بز، پلنگ آسیایی، گرگ، کفتار، روباه، گراز و… را در خود حفظ کرده‌است
پرندگان بومی این منطقه نیز کبک، تیهو و انواع پرندگان شکاری می‌باشد